# Коновальчук Володимир Дмитрович
Володимир Дмитрович Коновальчук (нар. 23 листопада 1965 р.) — радянський та український футболіст, нападник, півзахисник.

## Біографія
Після завершення кар'єри гравця, у 2005-13 — працював адміністратором в команді «Кремінь» (Кременчук). З 2014 — тренер молодіжного складу «Ворскли» (Полтава).

## Кар'єра гравця
| Роки    | Команда                     | Чемп   | Кубок |
| ------- | --------------------------- | ------ | ----- |
| 1983    | Титан (Армянськ)            | -      | -     |
| 1990    | Кривбас (Кривий Ріг)        | 6 (0)  | -     |
|         | Шахтар (Донецьк) дубль      | 2 (1)  | -     |
| 1991    | Кривбас (Кривий Ріг)        | 45 (3) | -     |
| 1992    | Кремінь (Кременчук)         | 17 (0) | 4 (2) |
| 1992-93 | Кремінь (Кременчук)         | 27 (0) | 3 (1) |
| 1993-94 | Кремінь (Кременчук)         | 35 (5) | 6 (1) |
| 1994-95 | Кремінь (Кременчук)         | 33 (2) | 4 (0) |
| 1995-96 | Ворскла (Полтава)           | 32 (1) | 1 (0) |
| 1996-97 | Кремінь (Кременчук)         | 19 (2) | 2 (0) |
|         | Ворскла (Полтава)           | 4 (0)  | -     |
| 1997-98 | Металург (Запоріжжя)        | 30 (2) | 2 (0) |
| 1998-99 | Металург (Запоріжжя)        | 11 (0) | 2 (0) |
| 1999-00 | Гірник-Спорт (Комсомольськ) | 14 (2) | 4 (1) |
| 2000-01 | АДОМС (Кременчук)           | 14 (0) | -     |
|         | Гірник-Спорт (Комсомольськ) | 13 (1) | 1 (0) |
| 2001-02 | Гірник-Спорт (Комсомольськ) | 3 (0)  | -     |
|         | Кремінь (Кременчук)         | 6 (0)  | -     |
| 2006-07 | Кремінь-2 (Кременчук)       | 9 (2)  | -     |